# Gregg L. Semenza
Gregg Leonard Semenza (n. 12 iulie 1956, Flushing⁠(d), Queens, New York, SUA) este titularul catedrei de pediatrie, radioterapie, biochimie, medicină și oncologie C. Michael Armstrong de la Facultatea de Medicină a Universității Johns Hopkins. Este directorul programului de cercetări vasculare al Institutului de Inginerie Celulară. În 2016 i s-a decernat Premiul Lasker pentru cercetare medicală fundamentală. Este cunoscut pentru descoperirea factorului HIF-1, care permite celulelor canceroase să se adapteze la medii sărace în oxigen. Împreună cu William G. Kaelin Jr. și Peter J. Ratcliffe, este laureat al Premiului Nobel pentru Fiziologie sau Medicină (2019), pentru „descoperirile lor asupra modului în care celulele simt și se adaptează la disponibilitatea de oxigen”.
A studiat anemia mediteraneană (talasemia beta) în perioada doctoratului său de la Universitatea din Pennsylvania.